# 阿格斯泰因城堡
阿格斯泰因城堡（德語：Burgruine Aggstein）是位於奧地利瓦豪的一座城堡。阿格斯泰因城堡的歷史可以追溯至12世紀，修建在一座高480米的小山上。

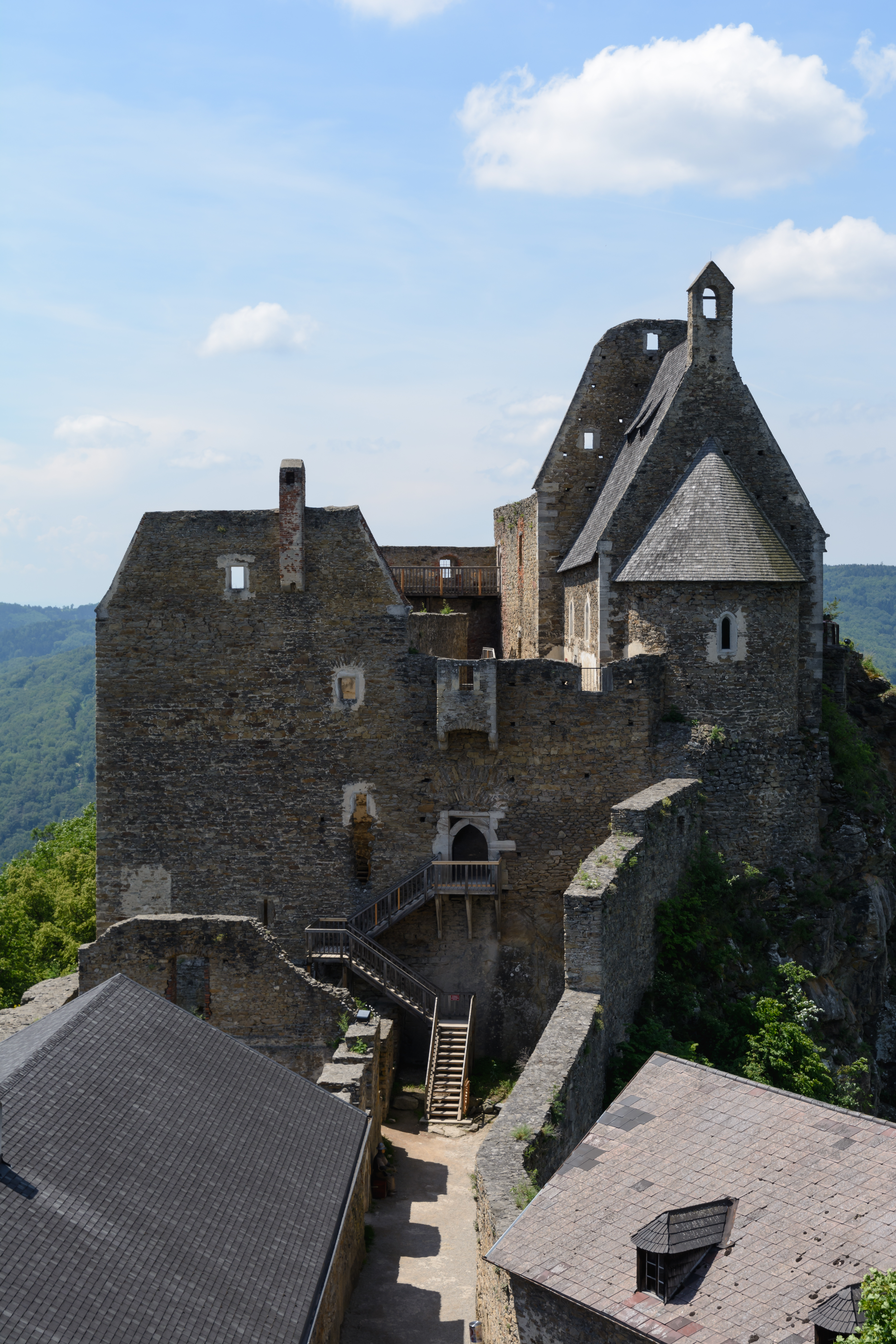
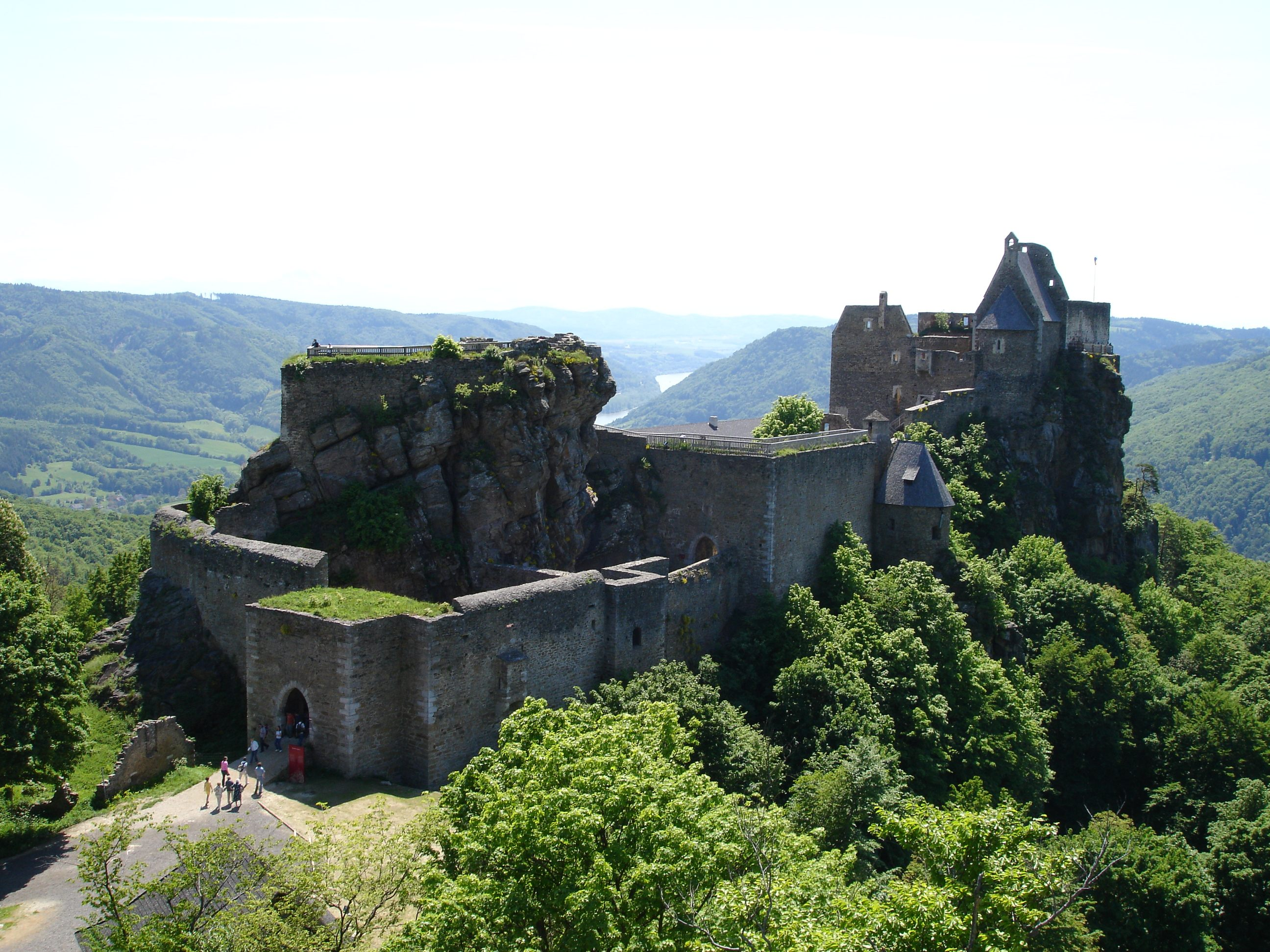
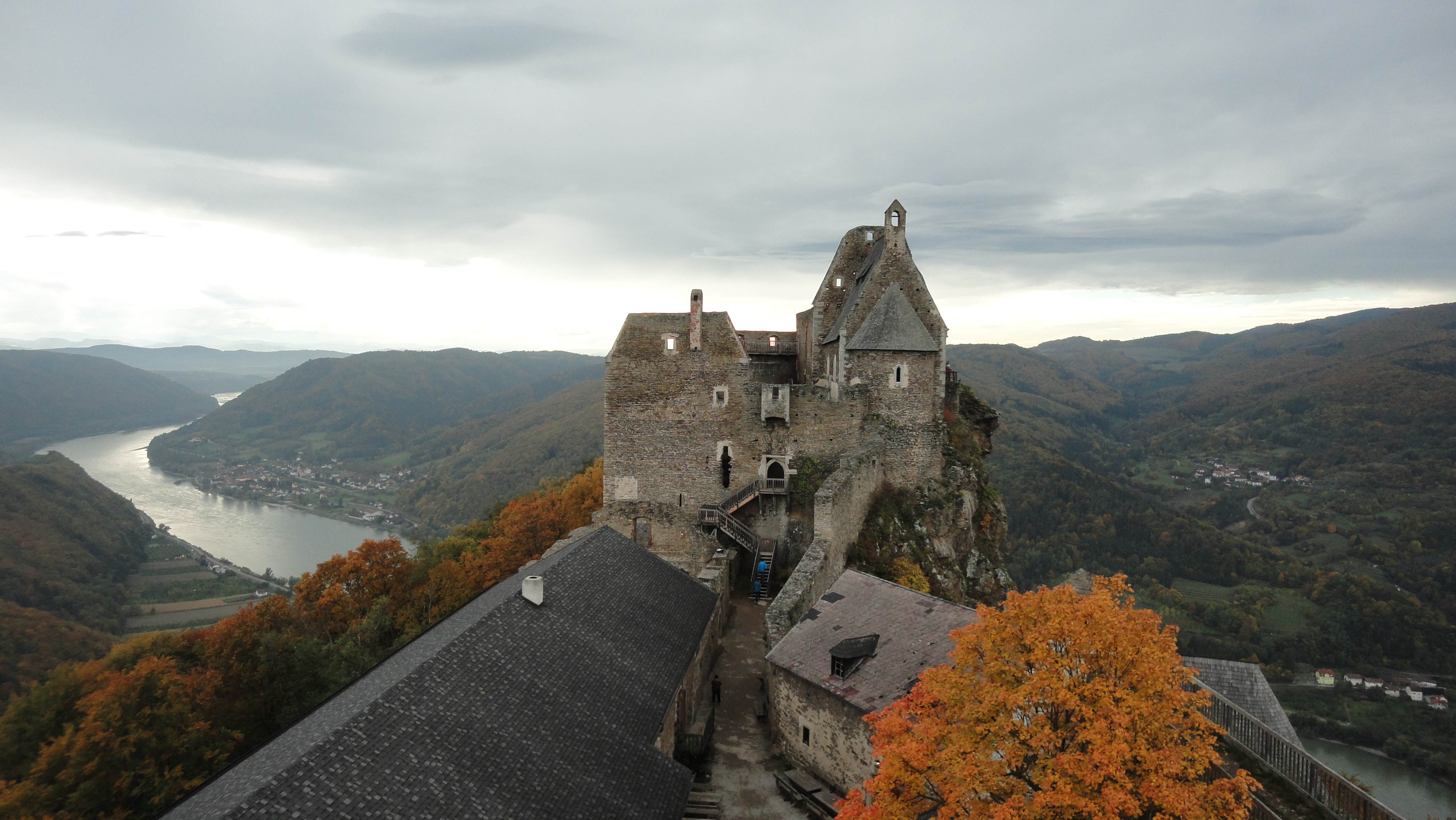

## 外部連結
- Burgruine Aggstein （页面存档备份，存于） - （德文）